# Call of Duty: Finest Hour
Call of Duty: Finest Hour – gra komputerowa z gatunku first-person shooter w realiach II wojny światowej, wyprodukowana przez Spark Unlimited i wydana przez Activision. Premiera gry miała miejsce 16 listopada 2004 roku.
Muzykę do gry skomponował Michael Giacchino, którzy wcześniej pracował nad oryginalnym Call of Duty i Medal of Honor. Brian Johnson z zespołu AC/DC użyczył głosu sierżantowi Starkeyowi – jednemu z brytyjskich komandosów.